# Karl Nordström
Karl Fredrik Nordström (født 11. juli 1855 i Hoga, Stenkyrka socken på øen Tjörn, Bohuslän; død 16. august 1923 i Lovö församling, Stockholms län  var en svensk maler kendt for landskabsmaleri og skildringer af fiskerfamilier i Bohuslän. Han var 1896-1920 formand for det svenske Konstnärsförbundet og tilhørte i 1890'erne den såkaldte Varbergskole.
| |
| |
| - Infoboksens tre 'Kendte værker' - Strålbrytning, lysstråler. 1901. Kultegning - Hogadalen på øen Tjörn, 1897 (sv) - Min fru, 1885 (endnu forlovede, gift 1886-1923) |

| |
| |
| - Karl Nordström portrætteret - Nordström af Christian Krohg, 1882 - Nordström af Oscar Björck, 1890 - Konstnärsförbundets styrelse af Richard Bergh, 1903 Fra venstre siddende: Christian Eriksson, Eugène Jansson, Karl Nordström (præsident), Robert Thegerström og Richard Bergh – Stående: Nils Kreuger - Nordström af Carl Eldh på prins Eugens Waldemarssudde (sv) |

| | |
| Hustruen, xylograf Tekla Nordström (1856-1937, gift 1886-1923)                                                                | |
| - Begge malerier af Nordström - Tekla Nordström ved arbejdet, 1885 (kluden skærmer mod sollyset) - Tekla Nordström (sv) 1898. | - Fotos af Nordström og hustruen Tekla Nordström - Hustruen Tekla Nordström, 1901. Fra Svenskt Porträttgalleri XX - Nordström 1901. Fra Svenskt Porträttgalleri XX - Fra Svenskt konstnärslexikon (sv) - Fra Svenska konstnärer i bild med text. |